# История автомобиля
История автомобиля начинается с изобретением машин, предшествующих современному автомобилю, — колёсных транспортных средств, созданных для перевозки человека по дорогам без применения мускульной силы людей или животных. Появление машин, приводимых в движение паровым двигателем, а затем — двигателем внутреннего сгорания, привело к появлению повсеместно используемого сегодня газолинового или бензинового двигателя внутреннего сгорания. Машины, приводимые в движение электрическим двигателeм, достигшие в своё время пика развития в начале XX века, почти полностью исчезли из поля зрения вплоть до начала XXI века. С возрастанием заинтересованность в транспорте, приводящему к меньшему загрязнению атмосферы токсичными и парниковыми газами, этот вид автомобилей пережил новый расцвет. Раннюю историю автомобиля можно разделить на этапы, различающиеся преобладающим способом самоходного движения. Поздние этапы определялись тенденциями в размере и стилистике внешнего вида, а также предпочтениями в целевом использовании автомобилей.

## Хронология изобретений и событий

### Первые изобретения
Древнейшее изобретение самодвижущийся повозки с использованием зубчатого колеса относится к XV веку и принадлежит Леонардо да Винчи.
В 1672 году Фердинанд Вербист придумал первую миниатюрную модель самодвижущейся повозки с использованием парового котла. Это изобретение было создано как игрушка для китайского императора и не было предназначено для перевозки водителя или пассажира, но, вероятно, оно является первой самодвижущейся паровой машиной.
В 1690 году Дени Папен создал первый паровой двигатель, который сначала использовали для откачки воды.
Самоходные машины с паровым двигателем появились в конце XVIII века, когда в 1770 году Николя-Жозеф Кюньо продемонстрировал свой экспериментальный тягач артиллерийских орудий с паровым приводом, который являлся первым полноразмерным транспортным средством на паровом ходу. Однако конструкция Кюньо оказалась весьма непрактичной.
К 1784 году Уильям Мэрдок создал прототип дорожного локомотива — парового трактора.
В 1805 году Оливер Эванс заключил контракт с властями города Филадельфия на создание шаланды для дноуглубительных работ на верфи. Для этого он построил деревянную конструкцию, снабдив её гребным колесом с паровым двигателем и поставив своё изобретение на четыре колеса, что бы доставить её к реке. Эванс дал своему изобретению название «Оруктер Амфибилос» (Orukter Amphibolos), по своему предназначению она являлась первой специализированной лодкой-амфибией.
- Паровая машина, разработанная Фердинандом Вербистом в 1672 году, гравюра XVIII века
- Чертёж паровой телеги Кюньо (Jonathan Holguinisburg) (1769)
- паровая машина Мэрдока, 1784
- амфибия Оливера Эванса

#### Паровые автомобили
Хотя паровые автомобили (паромобили) — автомобили, использующие паровой двигатель (тепловой двигатель внешнего сгорания) вместо стандартного в наше время двигателя внутреннего сгорания (ДВС), развивались в течение всего XIX века, большого распространения они не получили, и несмотря на усовершенствование двигателя в конце ХIХ — начале XX веков, были вытеснены автомобилями с ДВС.
В 1803 году Ричард Тревитик проехал на сконструированной им полноразмерной паровой карете с пассажирами по улице Лондона.
Среди других интересных работ — паровая машина на жидком топливе, собранная в 1815 году профессором Пражского политехникума Йозефом Божеком
В 1825—32 годах англичанин Г. Гёрни сконструировал и построил несколько паровых повозок, которые развивали скорость до 20 миль/ч (32 км/ч). Англичанин Уолтер Хенкок в 1824—1840 годах создал и эксплуатировал серию паровых омнибусов, которые за это время перевезли около 12 тыс. человек. Омнибусы на паровом ходу курсировали со средней скоростью 20—24 км/час, максимальная скорость омнибуса достигала 32 км/час. Такие машины какое-то время были в моде и на протяжении следующих десятилетий были разработаны такие новшества как ручной тормоз, многоступенчатая трансмиссия и улучшенное рулевое управление. Некоторые были коммерчески успешны в обеспечении общественного транспорта, пока общественное сопротивление против этих слишком быстрых машин не повлекло принятие в 1865 году «Закона о локомотивах», требующего, чтобы на общественных дорогах Великобритании перед самоходными машинами шёл человек, размахивающий красным флагом и дующий в сигнальную дудку. Это решительно подавило развитие дорожного автотранспорта практически на всю оставшуюся часть XIX века. В итоге усилия инженеров и изобретателей были брошены на развитие железнодорожных локомотивов. Закон не отменялся вплоть до 1896 года, хотя необходимость в красном флаге была устранена в 1878 году.
Американский изобретатель Сильвестр Ропер построил свой паровой экипаж в 1863 году, а в 1868 году изобрёл «паровой мотоцикл», присоединив компактный паровой двигатель к велосипеду. В 1878—1924 годах братья Френсис и Фрилан Стэнли стали известными производителями паровых автомобилей, основав компанию «Стэнли Мотор» (Stanley Motor). В 1906 году на автомобиле «Стэнли Стимер» был установлен мировой рекорд скорости на паровом автомобиле в 127 миль/час (204 км/ч).
Француз А. Болле в 1878 году изготовил паровую повозку «Ля Манселль», которая рассматривается некоторыми исследователями как первый серийный автомобиль — было изготовлено 50 экземпляров, которые имели задний привод и независимые подвески для всех четырёх колёс. В 1880-х годах созданием паровых автомобилей занимается Леон Серполле, начавший свою деятельность с парового трицикла. С 1883 года выпускаются паровые автомобили фирмы «Де Дион-Бутон».
Вершиной эволюции паровых автомобилей стали машины американского конструктора Aбнeрa Дoбля, основателя компании «Doble», выпускавшей автомобили в 1914−1931 гг. Дoбль практически устранил все основные недостатки, присущие машинам с паровым двигателем. Вместо котла вода нагревалась, проходя через множество длинных трубок, a в качестве топлива использовался керосин. Это позволяло запустить двигатель спустя 23 секунды, даже зимой. Максимальная скорость достигала 160 км/ч, запас хода на одной заправке 2400 км.
- паровая карета Тревитика, 1803
- паровые экипажи Гёрни, 1902
- паровой экипаж Серполле, 1900
- паровой автомобиль «Стэнли Стимер», 1903, установил рекорд скорости — 205,5 км/ч в 1906 году

#### Электрические автомобили
Первая миниатюрная модель на электрической тяге появилась в 1828 году и обязана своим появлением одному из изобретателей электрического мотора венгру Аньошу Йедлику. В 1834 году американец Томас Дэвенпорт создал электрическое устройство и позже поместил его на модель небольшого поезда, который ездил по круговому электрифицированному треку, в 1837 он получил первый в Америке патент на электрическую машину и мотор. В 1840 году в Англии был выдан первый патент на использование рельсовых путей в качестве проводника электрического тока, подобные американские патенты были выданы в 1847 году.
В 1835 году голландский профессор из города Гронинген Сибрандус Стрэтин (Sibrandus Stratingh) и его помощник Кристофер Беккер создали небольшой электрический механизм на трёх колёсах, приводимый в движение не перезаряжаемыми первичными гальваническими элементами. Приблизительно в период между 1832 и 1839 годом шотландский изобретатель Роберт Андерсон экспериментировал с установкой электродвигателя на конную повозку. В 1838 году Роберт Дэвидсон разработал электрический локомотив, который мог перевезти 6 тонн на расстояние 2,4 км со скоростью 6 км/ч. Дальнейшее развитие электромобилей связано с Гастоном Планте, который в 1858 году изобрёл свинцово-кислотную батарею.
В 1881 году французский инженер-химик Камиль Альфонс Фор значительно улучшил конструкцию свинцово-кислотной батареи, изобретённой Гастоном Планте, усовершенствования Фора значительно увеличили ёмкость таких аккумуляторов. Важным для популяризации электромобилей стала парижская Международная электрическая выставка 1881 года, на которой французский изобретатель Густав Труве представил электрический трицикл — трёхколесный велосипед с электрическим двигателем. В этом же году француз Шарль Жанто оснастил повозку электродвигателем с батареей и наладил коммерческий выпуск электрических самодвижущиеся экипажей под маркой «Жанто» (Jeantaud) с 1884 по 1906 год.
Первый английский серийный электромобиль был изготовлен Томасом Паркером в 1884 году. В 1897—1899 годах в Лондоне широко использовались электрическое такси (электрокэбы) Уолтера Берси, такси работало от аккумулятора и имело максимальную скорость 14,5 км/час и запас хода на 48 км. В 1888 году немец Андреас Флокен создал первый электромобиль в Германии на базе самодвижущегося экипажа с электромотором.
Первый американский электромобиль построен Уильямом Моррисоном а 1891 году с использованием электрической батареи собственного производства. 6-местный экипаж мог развивать скорость до 23 км/час (14 миль в час) и был первым транспортным средством, оснащённым рулевым колесом. В 1894 году инженером-механиком Генри Г. Моррисом и химиком Педро Г. Саломом в Филадельфии был спроектирован и построен электрический «Electrobat», в 1897 году они в качестве первых электрических такси появились в Нью-Йорке. Эти машины имели запас хода от электрической батареи на 40 км на одной зарядке с максимальной скоростью в 32 км/ч.. Вскоре американец Уолтер Бейкер основал компанию «Бейкер Мотор», которая выпускала электромобили в 1899—1914 годах. Автомобили линейки Бейкера могли проезжать 80-128 км на одной зарядке со скоростью в 22,5 км/час. В 1907 году компания «Детройт Электрик» объявила о старте серийного производства автомобилей на электротяге. Эти машины могли преодолеть 130 километров на одном заряде, максимальная скорость автомобиля составляла 32 км/ч.
В 1898 году французский гонщик Гастон де Шасслу-Лоба на электромобиле достиг скорости в 68 км/ч, а в следующем году рекорд был превышен до 105,9 км/ч. В 1902 году электромобиль Уолтера Бейкера «Торпедо» достиг скорости в 161 км/ч (100 миль/ч). В 1900 году Фердинанд Порше разработал первый гибридный автомобиль фирмы Lohner-Porsche.
В годы Великой депрессии продажи электромобилей постепенно снижаются и вскоре полностью заменяются аналогами с бензиновыми двигателями, поскольку у электромобилей была одна серьёзная проблема — у них был ограниченный запас хода и очень длительная зарядка батареи, по сравнению с более практичными бензиновыми конкурентами. Первым электромобилем работающем на водородных топливных элементах стала экспериментальная модель GM Электровэн 1966 года.
- Электрический трицикл Труве, 1881
- самодвижущийся экипаж «Жанто» (1898)
- гоночный электромобиль «La Jamais Contente», 1899 г
- Электромобиль Бейкера «Торпедо Кид» №999. Гленвиллская гоночная трасса (Кливленд), 1903 г

#### Двигатели внутреннего сгорания
Ранние попытки изготовления и использования двигателей внутреннего сгорания были затруднены из-за отсутствия подходящего топлива, особенно жидкого, и ранние двигатели использовали газовую смесь. Первые эксперименты с использованием газов были проведены швейцарским инженером Франсуа де Ривазом, построившим первый двигатель внутреннего сгорания, работающий на водородно-кислородной смеси. В 1807 году Риваз поместил свой двигатель на тележку с колёсами, получив таким образом самодвижущийся аппарат.
В 1826 году англичанин Самуэль Браун установил газо-вакуумный двигатель своей конструкции на повозку и совершил пробную поездку на юго-востоке Лондона. В 1828 году Браун совершил поездку уже с пассажирами со скоростью 11 км/ч.
В 1860-х годах инженер Этьен Ленуар разработал газовый двигатель внутреннего сгорания, дальнейшее усовершенствование которого привело к появлению газогенераторных автомобилей. В 1860—1863 годах Ленуар работал над созданием самодвижущегося экипажа, которого он назвал «гиппомобилем», построенным по трёхколёсному принципу. Француз Эдуард Деламар-Дебутвиль запатентовал 4-колёсный самодвижущийся экипаж в 1884 году.
В 1870 году изобретатель Зигфрид Маркус поместил жидкостный двигатель внутреннего сгорания на простую тележку, что сделало его первым человеком, использовавшим транспортное средство на бензине. Сегодня этот автомобиль известен как «первая машина Маркуса». В 1883 году Маркус получил немецкий патент на низковольтную систему зажигания типа магнето. Эта технология была использована во всех дальнейших двигателях, в том числе в четырёхместной «второй машине Маркуса» 1888/89 гг. Зажигание в сочетании с «генератором с вращающимися щетками» сделали конструкцию второго автомобиля очень инновационной.
Первый серийно использующийся автомобиль с бензиновым двигателем был сконструирован несколькими независимыми немецкими изобретателями. Карл Бенц построил свой первый трёхколёсный автомобиль (трицикп) в 1885 году. Бенц получил патент на свой автомобиль 29 января 1886 года и приступил к выпуску этих автомобилей в 1888 году. В 1893 году им была создана 4-колёсная модель «Виктория». Бенц запатентовал акселератор, систему зажигания, работающую от батареи и свечу зажигания, карбюратор, сцепление, коробку передач и водяной радиатор охлаждения. Четырёхтактный бензиновый (газолиновый) двигатель внутреннего сгорания, который представляет самую распространённую форму современного мотора — разработка немецкого изобретателя Николауса Отто. Подобный четырёхтактный дизельный двигатель был также изобретён Рудольфом Дизелем.
В 1889 году Готтлиб Даймлер и Вильгельм Майбах сконструировали стальную колёсную повозку. Им же обычно приписывают изобретение в 1886 г. первого мотоцикла (Daimler Reitwagen), однако, в 1882 г. Энрико Бернарди из Университета Падуи запатентовал одноцилиндровый бензиновый мотор объёмом 122 см³ (7,4 куб. дюйма) мощностью 0,024 л. с. (17,9 Вт) и установил его на трёхколёсный велосипед своего сына, что позволяет рассматривать его как минимум кандидатом на изобретение первого автомобиля и мотоцикла. В 1882 году Бернарди усилил трицикл, чтобы он был способен перевозить двух человек.
В 1890 году выпуском автомобилей занялась французская компания «Панар и Левассор» с моторами фирмы Даймлер. Отличительной особенностью этих автомобилей стала впервые применённая переднемоторная компоновка кузова, ранее двигатели располагались сзади, либо внизу автомобиля.
В США Джон Вильям Ламберт из Огайо в 1891 году построил трёхколёсный автомобиль, работавший на бензине, который сгорел в том же году.
Чарльз Дьюриа в 1893 году создал самодвижущийся экипаж с бензиновым двигателем, через два года он совместно со своим братом учредили фирму «Duryea Motor Wagon Company», ставшую первой американской фирмой, производящей бензиновые автомобили.
Один из первых четырёхколёсных автомобилей в Британии, работающий на бензине, был построен в 1895 году Фредериком Вильямом Ланчестером, им же был запатентован дисковый тормоз, а первый электрический стартер был установлен на «Арнольде», адаптацию «Бенц-Вело», выпускавшимся с 1885 по 1898 гг.
- тележка Франсуа де Риваза, 1807
- «Гиппомобиль» Ленуара, 1863
- Первая машина Маркуса с бензиновым двигателем, 1870
- Автомобиль Бенца, 1885 год. Первый серийный автомобиль (трицикл) с бензиновым двигателем внутреннего сгорания.

### Эра Ветеранов
Первое производство автомобилей было основано в 1888 г. в Германии Карлом Бенцем и, по лицензии Бенца, во Франции Эмилем Роже. Было и множество других, в том числе производители трициклов Рудольф Эгг, Эдвард Батлер (Edward Butler) и Леон Болле (Léon Bollée). Трицикл Болле, с двигателем собственной разработки (рабочий объём 650 см³), смог развить среднюю скорость 45 км/ч на ралли «Париж-Турвилль» 1897 года. К 1900 году массовое производство автомобилей началось во Франции и США. Первой компанией, созданной исключительно для производства автомобилей стала французская «Панар и Левассор» (Panhard et Levassor), которая также первой применила четырёхцилиндровый двигатель. За «Панар», созданной в 1889 г. последовал «Пежо» двумя годами позже. В 1895 году над выпуском трициклов с бензиновым двигателем работал французский изобретатель Леон Болле, основавший свою автомобильную фирму.
К началу ХХ в. в западной Европе начался подъём автомобильной промышленности, особенно во Франции, где в 1903 г. было собрано 30 204 автомобиля, что составило 48,8 % всего объёма производства автомобилей в мире.
В 1893 году в Соединённых штатах братья англ. Charles Duryea и англ. J. Frank Duryea основали компанию Duryea Motor Wagon Company, ставшей первой американской компанией-производителем автомобилей. Однако на этом этапе производства автомобилей доминировал Рэнсом Эли Олдс с его компанией Olds Motor Vehicle Company (позже известная как Oldsmobile). Его крупномасштабная сборочная линия была запущена в 1902 году. В этом же году Кадиллак (сформированный из англ. Henry Ford Company), Винтон и Форд выпускают автомобили тысячами.
В течение нескольких лет сотни производителей по всему западному миру стали выпускать автомобили по невероятному количеству различных технологий. Паровые, электрические и бензиновые автомобили конкурировали десятилетия, пока в 1910-х бензиновые двигатели внутреннего сгорания не стали доминирующими. Разрабатывались автомобили с двумя и даже четырьмя двигателями, а рабочий объём двигателей достигал дюжины литров. В этот период были опробованы и отброшены многие современные разработки, в том числе газовые и электрические гибриды, многоклапанные двигатели, верхние распределительные валы, привод на все колёса.
22 июля 1894 года прошла автогонка Париж — Руан, которую «Энциклопедия Брокгауза и Ефрона» называет «эпохой в развитии автомобиля». В ней приняли участие 14 машин с бензиновыми двигателями и 7 — с паровыми, при этом до финиша из семи стартовавших паровых автомобилей дошли лишь три.
В 1898 году Луи Рено установил на Де Дион-Бутон (De Dion-Bouton) карданный вал и дифференциал с коническими шестернями, создав «наверное первый в истории хот-род». Это позволило Луи и его братьям занять своё место в автомобильной промышленности. В отсутствие каких-либо чётких стандартов в отношении архитектуры автомобиля, типа кузова, материалов и управления изобретения появлялись очень быстро и неорганизованно. Многие автомобили этой поры, например, управлялись не рулевым колесом, а ручкой и большинство передвигались с фиксированной скоростью. Цепной привод был более распространен, чем карданный вал, а закрытые кузова были крайне редки. В 1902 г. Renault стал устанавливать барабанные тормоза. На следующий год голландский разработчик Якобус Спайкер построил первый гоночный автомобиль с полным приводом. Этот автомобиль никогда не участвовал в соревнованиях и до Jensen FF 1965 года полноприводных спортивных автомобилей в серийном производстве не было.
Инновации не ограничились транспортными средствами. Увеличение числа автомобилей ускорило рост нефтяной промышленности, а также развитие технологии производства бензина (вместо керосина и жидкого топлива из угля), а также развитие термоустойчивых минеральных смазочных материалов (вместо растительных и животных масел).
Последовали и социальные эффекты. Об автомобилях сочиняли музыку, такую как «In My Merry Oldsmobile» (традиция продолжается), а в 1896 г. Уильям Дженнингс Брайан стал первым кандидатом в Президенты, проводившем предвыборную кампанию в Декейтере, штат Иллинойс из автомобиля (подаренном «Mueller»). Тремя годами спустя Джейкоб Герман начал традицию таксистов Нью-Йорка, разогнавшись по Лексингтон-авеню до «безбашенной» скорости 12 миль в час (19 км/ч). В том же 1899 г. Акрон, Огайо принял первый самодвижущийся фургон для перевозки заключенных.
К 1900 уже можно было говорить о национальной автомобильной промышленности во многих странах, в том числе Бельгии (производившей Vincke, копию Benz; Germain — псевдо Панар; Linon и Nagant, оба основаны на Gobron-Brillié), Швейцарии (ведущие производители Fritz Henriod, Rudolf Egg, Saurer, Johann Weber, и Lorenz Popp), Шведская Vagnfabrik AB, Hammel (основанная A. F. Hammel и H. U. Johansen около 1886 г. в Копенгагене, Дания), Irgens (из Бергена, Норвегия, 1883 г., но без заметного успеха, Италии (где в 1899 г. появился FIAT), и даже в Австралии (где Pioneer открыл мастерскую в 1898, с производства уже тогда устаревшего, работавшего на парафине шарнирносочлененного фургона). Тем временем, Кох начал поставки автомобилей и грузовиков из Парижа в Тунис, Египет, Иран и Голландскую Восточную Индию. Внешняя торговля становилась глобальной.
5 ноября 1895 года в США англ. George B. Selden получил патент на 2-тактный автомобильный двигатель (U.S. Patent 549,160). Этот патент больше мешал, чем способствовал развитию автомобилей в США. Большинство крупных американских компаний были лицензированы патентом Сендлена, и были вынуждены платить за каждый произведенный автомобиль. Братья Студбейкер, став ведущим производителем конных повозок в мире, перешли к производству электрических автомобилей в 1902 году, и бензиновых двигателей — в 1904 году, но при этом продолжали производить конные повозки до 1919 года. В 1908 году в Перу был произведен первый автомобиль (англ. Grieve) на континенте Южной Америки.
Однако в этот период — период ветеранов — автомобили рассматривались больше в качестве модной новинки, нежели как по-настоящему полезное устройство. Поломки были очень часты, топливо было нелегко достать, пригодных для передвижения на автомобилях дорог было мало, а быстрое развитие отрасли означало, что годовалый автомобиль практически ничего не стоил. Решающими событиями, доказавшими полезность автомобиля, стали: заезд Берты Бенц 1888 г. на большую дистанцию; она проехала более 80 км (50 миль) от Мангейма до Пфорцхайма, чтобы продемонстрировать потенциал транспортных средств, которые производил её муж Карл Бенц, и успешный трансконтинентальный заезд англ. Horatio Nelson Jackson, пересекшего США в 1903 г.

#### Бронзовая или Эдвардианская эра
Получившая своё название от распространенного применения бронзы в США, англ. Brass Era car (или Эдвардианская) эра продолжалась с примерно 1905 г. до начала Первой мировой войны в 1914 г. 1905 г. стал вехой в развитии автомобиля, отметившей момент, когда больше автомобилей стало продаваться не энтузиастам, а обычному потребителю.
В течение примерно 10 лет, составлявших эту эру, будут выделены разнообразные экспериментальные разработки и альтернативные двигатели. Хотя современный туристический автомобиль был изобретен ранее, только с широким распространением системы Панара-Левассора появились узнаваемые и стандартизованные автомобили. Спецификация этой системы предусматривала заднеприводной автомобиль с двигателем внутреннего сгорания, расположенным спереди и шестерёнчатой трансмиссией. Традиционные, похожие на повозки, транспортные средства были быстро забыты, а англ. Runabout (car) уступили место англ. Tonneau сзади и другим более дешёвым кузовам.
Развитие автомобильных технологий в эту эру было быстрым, отчасти благодаря существованию сотен мелких производителей, соревнующихся за внимание мира. Основные разработки заключались в электрической системе зажигания (мотор-генератор на Arnold в 1898 г., хотя лавры пожинает Роберт Бош 1903 г.), независимая подвеска (в действительности придуманная Bollée в 1873 г.) и тормоза на все четыре колеса (Arrol-Johnston Company of Scotland в 1909 г.). Для подвески широко использовались рессоры, хотя все ещё применялось и множество других систем, уголковая сталь заменила усиленное дерево в конструкции шасси. Получили широкое распространение трансмиссии и управление подачей топлива, что позволило двигаться с различной скоростью, хотя автомобили в большинстве своем имели дискретный набор скоростей, а не бесконечно переменную систему, знакомую по автомобилям более поздних периодов. Впервые появилось и безопасное стекло, запатентованное Джоном Вудом в Англии в 1905 г. (Оно не станет стандартным оборудованием до появления Rickenbacker в 1926 г.)
На пике популярности в США между 1907 и 1912 гг. находились моторные повозки с большими колёсами (напоминавшие конные повозки до 1900 г.). Их производило более 75 компаний, в том числе Holsman (Чикаго), IHC (Чикаго) и Sears (продавал по каталогу). Эти повозки были похоронены Моделью Т. В 1912 г. Hupp в США (поставщик кузовов Hale & Irwin) и BSA в Великобритании впервые применили цельнометаллические кузова. В 1914 г. к ним присоединился Dodge (который производил кузова для Модели Т). Тем не менее, прошло ещё 20 лет до момента, когда цельнометаллический кузов стал стандартным.
Примеры автомобилей этого периода:
- 1908—1927 Форд Модель Т — наиболее распространенный автомобиль этой эпохи. В нём применялась планетарная трансмиссия и педальная система управления. Автомобиль победил на конкурсе «автомобиль века».
- 1910 Mercer Raceabout — считаясь одной из первых гоночных машин, Raceabout воплощал энтузиазм водителя, как и одинаково задуманные его собратья American Underslung и Hispano-Suiza Alphonso.
- 1910—1920 Bugatti Type 13 — примечательный городской и гоночный автомобиль, в котором были воплощены передовые инженерные разработки и дизайн. Похожими моделями были Type 15, 17, 22 и 23.

### Винтажная эра
Эра винтажных автомобилей продолжалась с конца Первой мировой войны (1919 г.) до краха Уолл-стрит в 1929 г. В течение этого периода преобладающими стали автомобили с передним расположением двигателя, закрытым кузовом и стандартизованным управлением. В 1919 г. 90 % автомобилей выпускались с открытым кузовом; к 1929 г. 90 % — с закрытым. Быстро продолжалось развитие двигателя внутреннего сгорания: на вершине линейки были многоклапанные двигатели с верхним распределительным валом, а для сверхбогатых покупателей были придуманы V-образные восьми-, двенадцати- и даже шестнадцатицилиндровые двигатели. Мальком Лоухед (сооснователь Локхид) изобрёл гидравлические тормоза также в 1919 г. Такие тормоза были применены Дюзенбергом на их Модели А 1921 г. Три года спустя Германн Рейслер из Вулкан Мотор изобрёл первую автоматическую трансмиссию с двухступенчатой планетарной коробкой передач, преобразователем момента и блокирующей муфтой. Эта трансмиссия никогда не производилась. Её подобие станет доступно в качестве дополнительного предложения лишь в 1940 г. В самом конце эры винтажных автомобилей во Франции было изобретено тонированное стекло (сегодня стандартное оснащение для боковых окон).
Типичные автомобили винтажной эпохи:
- 1922—1939 Austin 7 — Остин 7 был самым широко копируемым автомобилем за всю историю автомобилей. Эта модель служила образцом для всех автомобилей, от BMW до Nissan.
- 1924—1929 Bugatti Type 35 — Тип 35 одна из самых успешных гоночных моделей за всю историю автомобилей, одержала более 1000 побед в течение 5 лет.
- 1922—1931 Lancia Lambda — очень продвинутый автомобиль для того времени. Первый автомобиль с цельным несущим кузовом и независимой передней подвеской.
- 1925—1928 Hanomag 2 / 10 PS — ранний пример обтекаемого стиля, без отдельных бамперов (крыльев) и подножек.
- 1927—1931 Ford Model A (1927—1931) — после того, как Форд слишком долго выпускал Модель Т бронзовой эры, компания порвала с прошлым, начав новую серию с Модели А 1927 г. Было собрано более 4 миллионов автомобилей, что сделало её самой продаваемой моделью эпохи.
- 1930 Cadillac V-16 — разработанный на пике винтажной эпохи, Кадиллак с V-образным шестнадцатицилиндровым двигателем вместе с Бугатти Рояль можно рассматривать как наиболее легендарные роскошные автомобили эпохи.

Производство автомобилей росло быстрыми темпами: так только в США в 1929 году было выпущено 5,4 млн автомобилей. Общее число машин в эксплуатации в США достигло в этот момент 26,5 млн штук, что для страны с населением 125 млн человек (при высокой доле детей в тот период) означало почти полную автомобилизацию семей.

### Довоенная эра (до Второй мировой войны)
Довоенная часть классической эры началась с Великой депрессии 1930 г. и закончилась с восстановлением от последствий Второй мировой войны, которое обычно считают завершившимся в 1948 г. Именно в этот период в продажах доминируют интегрированные бампера и полностью закрытые кузова, а новые типы кузовов седан в задней части интегрируют даже багажник для грузов. Старые раундабауты, фаэтоны и городские автомобили с открытым верхом были вытеснены к концу эры по мере того, как крылья, подножки и головные огни постепенно были интегрированы в кузов автомобиля.
К 1930-м было изобретено большинство из технологий механики, используемых в сегодняшних автомобилях, хотя некоторые вещи были «переизобретены» и приписаны кому-то ещё. Например, передний привод был переоткрыт Андре Ситроен и представлен в Traction Avant в 1934 году, хотя он появился несколькими годами ранее в дорожных автомобилях сделанных Алвисом и Кордом, и в гоночных машинах от Миллера (и возможно появился ещё в 1897 году). Аналогично, независимая подвеска первоначально была изобретена Amédée Bollée в 1873 г., но не попала в серийное производство до появления малообъёмного Mercedes-Benz 380 в 1933 г., что заставило более широко использовать её на американском рынке. В результате консолидации и взросления автомобильной промышленности, отчасти благодаря влиянию Великой депрессии, к 1930 г. количество производителей автомобилей резко сократилось.
Образцы довоенных автомобилей:
- 1932—1939 Alvis Speed 20 и Speed 25 — первые автомобили с полностью синхронизированной коробкой передач.
- 1932—1948 Ford V-8 — применение мощного V8 с плоской головкой цилиндров в массовом автомобиле установило новые стандарты эффективности и энерговооруженности.
- 1934—1940 Bugatti Type 57 — мелкосерийный высококлассный автомобиль для богатых.
- 1934—1956 Citroën Traction Avant — первый массовый автомобиль с приводом на передние колёса, построен на несущем кузове.
- 1936—1955 MG серии T — спортивная машина по доступной цене, рассчитанная на молодёжь.
- 1938—2003 Volkswagen Beetle («жук») — задуманный как эффективный и дешёвый автомобиль ещё в нацистской Германии стал самым долгопроизводящимся в мире — выпускался более 60 лет с минимальными изменениями базовой конструкции; самый массовый автомобиль в мире — несколько десятков миллионов экземпляров выпущены во многих странах; культовый автомобиль занял четвёртое место на конкурсе «автомобиль века»; автомобиль имеет рестайлинговый новый вариант узнаваемого дизайна и в XXI веке.
- 1936—1939 Rolls-Royce Phantom III — вершина довоенной инженерной мысли с двигателем V12 располагал технологическими новинками, которые появились в автомобилях многих других производителей только в 1960-х. Наивысшее качество и энерговооруженность качества.

### Послевоенная эра
После Второй мировой войны в автомобильном дизайне воцарился революционный несущий цельнообъемный кузов полностью понтонного типа (без выступающих крыльев и их рудиментов, подножек и фар), практически первым в мире крупносерийно выпускавшимся представителем которого стал советский легковой автомобиль ГАЗ-М-20 «Победа».
Автомобилизация окончательно оправилась от последствий ориентирования на военные нужды в 1949, в год, когда в Соединённых Штатах были показаны высококомпрессионый двигатель V8 и новые кузова от марок Дженерал Моторс, Олдсмобиль и Кадиллак. В Великобритании автомобильный рынок разбудили такие автомобили, как Моррис Минор (англ.) (1948) и Ровер П4 (англ.) (1949), а также Форд Консул 1959 г. с цельным кузовом на амортизационной подвеске. В Италии Энцо Феррари начинал свою 250-ю серию, а Лянча в то же самое время выпустила революционную Аурелию (англ.) с V-образным шестицилиндровым двигателем.
На протяжении 1950-х повышалась мощность двигателя и росла скорость транспорта, дизайн становился более комплексным и искусным, а автомобили распространялись по всему миру. Миниатюрные машины Mini Алека Иссигониса и 500-ка Фиата заполоняли всю Европу, в то время как в Японии подобные машины лёгкого класса были поставлены на колёса впервые. Легендарный Volkswagen Beetle пережил Гитлеровскую Германию, чтобы взбудоражить рынок миниатюрных автомобилей Америки и мира. Также новый класс псевдоспортивных автомобилей Gran Turismo (GT), как и серия Ferrari America (англ.) стал популярен в Европе и затем в мире. Крайняя роскошь, воплощенная впервые в американском Cadillac Eldorado Brougham, появилась вновь после длительного перерыва и вместе с большими габаритами, двигателями и вычурным дизайном с аэродинамическими формами и элементами стала характеризовать золотой век американского (т. н. плавникового) автодизайна.
После 1960-х годах рынок значительно изменился, поскольку былой законодатель автомобильной моды Детройт столкнулся с иностранной конкуренцией. Европейские производители внедряли все более новые технологии, к тому же Япония заявила о себе как серьёзном автопроизводителе. Дженерал Моторс, Крайслер и Форд пытались выпускать маленькие автомобили, вроде GM А, но не преуспели. По мере консолидации рынка укрупненными группами, такими как British Motor Corporation, США и Великобританию захлестнул связанный импорт и выпуск «новых» автомобилей путём замены шильдика. Революционный маленький Mini от BMC, впервые выпущенный в 1959 году захватил существенную долю продаж во всем мире. Mini продавались под торговыми марками Morris и Austin до тех пор, пока Mini не стал самостоятельным брендом в 1969 году. С поглощением нишевых производителей вроде Мазерати, Феррари и Лянча более крупными производителями, тенденция корпоративного укрупнения добралась и до Италии. К концу десятилетия количество автомобильных брендов сильно сократилось.
В Америке главным фокусом продаж стала энерговооруженность, чем было обусловлено появление небольших (по американским меркам) двухместных автомобилей (т. н. класс pony) и двухдверных псевдоспортивных автомобилей с непропорционально мощным двигателем и усиленной подвеской (т. н. muscle car), близких к GT. В 1964 году появился широко известный Ford Mustang. В ответ Шевроле в 1967 году выпустил Камаро. Но в 1970-х все изменилось. Нефтяной кризис 1973 года, ввод ограничений на выброс вредных веществ автомобилями, импорт из Японии и Европы и застой в области инноваций нанесли ущерб американской промышленности, переориентировавшейся в целом на более сдержанные и скромные машины. Хотя это несколько иронично, восстановление продаж после энергетического кризиса происходило за счет именно полноразмерных седанов. В конце 1970-х у марок Кадиллак и Линкольн были лучшие годы продаж. Небольшие машины с высокой энерговооруженностью от BMW, Toyota и Nissan заняли место автомобилей из Америки и Италии, оснащённых крупными двигателями.
Помимо более широкого распространения автомобилей меньшей размерности и появления GT-класса, новыми тенденциями в конце XX века стали большая популярность двухобъёмных универсалов, а также вседорожников сначала в Америке, а затем в Европе (в том числе в СССР/России — с ВАЗ-2121) и мире и появление нового класса однообъёмных автомобилей, первыми из которых были французский Renault Espace и американский Pontiac Trans Sport.
На технологическом фронте самыми большими разработками были широко распространённое использование дизелей, независимой подвески, более широкое применение впрыска топлива и растущее внимание к безопасности в конструкции автомобиля. Самыми громкими технологиями 1960-х были роторно-поршневой «двигатель Ванкеля» компании NSU, газовая турбина и турбокомпрессор. Однако только последний, впервые примененный Дженерал Моторс и популяризированный также BMW и Saab, получил широко распространённое применение в виде т. н. турбонаддува. Мазда имела несколько более значительный чем NSU успех с роторным двигателем, который тем не менее приобрёл репутацию грязного «пожирателя» бензина и так и не вошёл в широкое распространение. Остальные компании, имеющие лицензию на двигатель Ванкеля, в том числе Мерседес-Бенц и Дженерал Моторс никогда не применяли его в производстве после нефтяного кризиса 1973 года. Водородный вариант роторного двигателя Мазды впоследствии продемонстрировал потенциал «абсолютного экологического автомобиля». Разработки и внедрение газотурбинных автомобилей как Ровера, так и Крайслера закончились безуспешно.
Куба знаменита тем, что сохранила на многие десятилетия парк больших американских автомобилей выпуска до 1959 года, известных как «танки янки» или «маркинас», оставшихся после революции на острове и прекращения новых поставок из-за торгового эмбарго США.
К концу века многодесятилетняя мировая большая тройка концернов-автопроизводителей из США (Дженерал Моторс, Форд, Крайслер) также стала утрачивать лидерские позиции, уступая прежде всего концернам Японии, которая отобрала звание мирового лидера автомобилестроения у США, началось интенсивное развитие автопроизводства в новых странах, прежде всего азиатского региона, широкую практику, продолжающуюся и поныне, приобрело создание транснациональных концернов и консорциумов автопроизводителей, а также транснациональных «платформ» автомобилей, выпускающихся в разных странах.
В конце XX века широкую известность приобрели конкурсы легковых, а затем и грузовых машин «автомобиль года» сначала европейского, а затем японского и североамериканского рынков, а также всемирный и международный легковых и грузовых машин, на которых победы попеременно одерживали автомобили разных классов, производителей и стран. Также был проведён конкурс «автомобиль века».
Примеры послевоенных автомобилей:
- 1946—1958 ГАЗ-М-20 «Победа» — советский легковой автомобиль, практически первый в мире крупносерийно выпускавшийся революционный кузов полностью понтонного типа.
- 1948—1971 Morris Minor — типичный послевоенный автомобиль, был очень популярен, и продавался по всему миру.
- 1953—1971 Chevrolet Bel Air и 1953—2002 Cadillac Eldorado Brougham — в первых поколениях ярчайшие представители золотого века американского (т. н. плавникового) автодизайна
- 1955—1976 Citroën DS — яркий и немногий представитель необычных ходовой части (гидропневматической) и дизайна (одного из самых узнаваемых), благодаря которым стал частым киногероем; занял третье место на конкурсе «автомобиль века».
- 1959—2000 Mini — небольшой культовый автомобиль, выпускался на протяжении четырёх десятилетий и является одним из самых популярных и узнаваемых автомобилей того времени; занял второе место на конкурсе «автомобиль века»; имеет рестайлинговый новый вариант и в XXI веке.
- 1961—1975 Jaguar E-type — Тип Е позволил Ягуару остаться в бизнесе и шоу-румах и служил стандартом дизайна и инноваций 1960-х.
- 1963—1989 Porsche 911 — культовый и желанный, недешевый, но сравнительно массовый спортивный автомобиль, прославивший свою марку; занял пятое место на конкурсе «автомобиль века»; имеет модернизированные варианты узнаваемого дизайна и в XXI веке.
- 1964—н. в. Ford Mustang — культовая модель ставшая одной из наиболее продаваемых и наиболее желанной для коллекционеров машин эпохи.
- 1966—конец XX в. Fiat-124 — эффективный и дешёвый автомобиль выпускался во многих странах, в том числе в СССР (ВАЗ-2101), где обеспечил массовую автомобилизацию; имел также в разных странах много модернизированных вариантов-серий, продолжающих выпускаться и в XXI веке.
- 1967 NSU Ro 80 — первая попытка сделать массовый автомобиль с роторным двигателем, который так и не нашёл широкого распространения.
- 1969 Datsun 240Z — один из первых спортивных автомобилей японского производства, стал хитом в Северной Америке, дал будущее японскому автомобилестроению. Он был доступен, качественно сделан, имел успех, как в автосалоне, так и на трассе.
- с 1970 Range Rover — один из представителей дорогих популярных внедорожников
- с 1984 Renault Espace — первый однообъёмный автомобиль
- 1989—1999 Pontiac Trans Sport — один из первых и ярких представителей однообъёмных автомобилей.

### Современная эпоха
Обычно современную эпоху определяют как 25 предшествующих настоящему моменту лет. Однако существуют некоторые технические аспекты и концепции дизайна, которые отличают современные автомобили от старых. Не рассматривая будущее автомобиля, современная эра стала эрой растущей стандартизации, общих платформ и компьютерного дизайна.
К наиболее важным тенденциям мирового автомобилестроения в начале XXI века можно отнести особое внимание к улучшению экологических и экономических показателей ДВС (каталитические нейтрализаторы и дизели нового поколения, новые типы топлив, включая биотопливо), создание гибридных систем (ДВС+электромотор+аккумулятор), повышению уровня безопасности (см. выше), улучшению ходовых качеств (полный привод, электронные системы помощи вождению), «интеллектуализации» автомобиля в целом.
Некоторыми особо примечательными разработками в современную эпоху стали широкое распространение переднего и полного привода, внедрение дизельного двигателя и повсеместное использование впрыска топлива. Хотя все из перечисленных были впервые применены ранее, они настолько доминируют на современном рынке, что достаточно просто упустить их значение. Практически все современные пассажирские автомобили имеют несущий кузов, передний привод и поперечное расположение двигателя, однако такой дизайн ещё в 1960-х годах рассматривался как радикально новаторский.
В современную эпоху изменились и кузова. Сегодня на рынке доминируют три типа кузова: хетчбэк, минивэн и SUV, несмотря на то, что это относительно новые концепции. Все три типа изначально создавались как практичные кузова, но превратились в современные мощные люксовые кроссоверы SUV и спортивные универсалы. Рост популярности грузопассажирских автомобилей (пикапов) в США и SUV по всему миру изменил облик автопарка. Сегодня эти «грузовики» занимают более половины мирового автомобильного рынка.
В современную эпоху быстро росли также топливная эффективность и мощность двигателей. Как только проблема вредных выбросов, возникшая в 1970-е годы была решена с помощью компьютерных систем управления двигателем, мощность последних стала быстро расти. В 80-е мощный спортивный автомобиль мог развивать 200 л. с. (150 кВт). Спустя лишь 20 лет такой мощностью располагает средний пассажирский автомобиль, а некоторые энерговооруженные модели предлагаются с двигателями втрое мощнее.
Примеры современных автомобилей
- с 1966 Toyota Corolla — простой небольшой японский седан, ставший самой продаваемой (в том числе и в XXI веке) за все время моделью фирмы.
- с 1970 Range Rover — первая попытка совместить роскошный и полноприводной автомобиль общего назначения, оригинальный «SUV». Популярность оригинального Range Rover Classic была настолько высока, что новую по конструкции и дизайну его версию выпустили только в 1994 году.
- с 1973 Mercedes-Benz S-Class — электронная АБС, дополнительные ограничивающие подушки безопасности, преднатяжители ремней безопасности и электронная противопробуксовочные системы все были впервые применены на S-класс. Позже эти опции станут стандартом автомобильной промышленности.
- с 1975 BMW 3 — серия 3 входила в ежегодный список лучших десяти автомобилей года журнала Car and Driver 17 раз, что является самым длительным непрерывным периодом нахождения в этом списке.
- с 1977 Honda Accord седан — этот японский седан стал самой популярной машиной в США в 1990-е годы, свергнув с пьедестала Ford Taurus и подготовив почву для современных азиатских седанов верхней ценовой категории.
- 1981—1989 Dodge Aries и Plymouth Reliant — автомобили платформы «К», которая позволила выжить Крайслеру как крупному автопроизводителю. Эти модели стали одними из первых успешных переднеприводных, экономичных компактных американских автомобилей.
- с 1983 Минивэны Chrysler — двухобъемные минивэны, которые почти вытеснили с рынка универсалы и предварили появление современных кроссоверов.
- с 1986 Ford Taurus — этот среднеразмерный переднеприводной седан с современным дизайном доминировал на американском рынке в конце 1980-х и совершил революцию дизайна автомобилей в Северной Америке.
- C 1997 года выпускается Toyota Prius — первый массовый гибридный автомобиль.

### Будущее развитие
Потенциальные технологии будущего автомобиля включают разнообразные источники энергии и материалов, которые разрабатываются для повышения энергоэффективности и снижения вредных выбросов.
С ростом цен на газ будущее автомобилей сдвигается в сторону большей топливной эффективности, экономии энергии, гибридных транспортных средств, электромобилей, а также автомобилей на топливных элементах.